# 서울 지장사 괘불도
서울 지장사 괘불도(서울 地藏寺 掛佛圖)는 서울특별시 동작구 동작동, 지장사에 있는 대한제국시대의 불화이다. 1999년 5월 19일 서울특별시의 유형문화재 제113호로 지정되었다.

## 개요
괘불은 절에서 큰 법회나 의식을 개설할 때에 법당 앞에 걸어놓고, 예배를 드리는 불화로 오존도(五尊圖)의 형식을 취하고 있다.
화면의 중심부에는 미타인(彌陀印)을 취한 듯한 여래상이 꽃을 든 채 입상의 형태로 그려져 있으며, 그 좌우에는 아난과 가섭존자가 자리하고 하단부에는 보현동자와 문수동자가 묘사되어 있는 오존도의 형식으로 그려진 괘불이다.

## 유사한 작품군
국립문화재연구소에 의해 조사보고된 《괘불조사보고서》1·2(1992, 2000)를 살펴보면 지장사괘불과 똑같은 도상을 채택한 괘불은 찾아보기 어려우며, 다만 여래상을 삼신불의 형식으로 표현한 서울의 흥천사(興天寺) 괘불탱(1832년 제작)과 백련사(白蓮寺) 괘불탱(1868년 제작), 그리고 관음보살과 대세지보살을 협시로 하는 아미타삼존도, 그리고 아난존자와 가섭존자, 보현동자와 문수동자는 유사한 배치법으로 묘사된 흥국사(興國寺) 괘불탱(1902년 제작)과 흡사하다.
지장사괘불의 여래상이 아미타여래의 수인을 취하고 있는 것으로 보이나, 석가모니 재세 시의 수제자인 아난과 가섭이 협시의 형태를 취하고 있는 것으로 보아 석가오존도의 형식으로 보인다.

## 작품 특징
여래상은 화면을 압도하듯 두광과 신광이 전면에 그려진 거신광(擧身光)을 갖추고 있다. 여래의 상호는 둥근 얼굴에 좁게 솟아있는 형태의 육계(肉髻)를 얹고 있으며, 육계에는 정상계주(頂上髻珠)와 중앙계주(中央髻珠)를 표현하고 있다. 초생달과 같은 가는 눈썹과 치켜올린 눈 꼬리, 살짝 뜨고 있는 눈, 이중의 턱이 진 코, 그리고 입술은 두툼한 형태의 상호로 묘사되었다. 두 귀는 유난히 길어 목에까지 늘어뜨리고 있음이 눈에 띈다.
법의(法衣)는 주홍색 바탕에 원형화문(圓形花紋)으로 장식되었는데, 아난과 가섭에 의해 신체의 하부가 가리워지긴 하였으나 화면 좌ㆍ우측의 가장자리에 근접할 정도로 여래상의 법의가 표현되어 건장한 모습으로 다가오게 한다.
여래상의 좌우에 표현되고 있는 아난과 가섭은 상체만이 묘사되고 있는데, 여래의 우람한 체구와 화면의 1/3에 해당하는 부분을 차지하고 있는 보현과 문수동자상에 압도되어 다소 왜소한 느낌을 주고 있다. 모두 원형 두광을 하고 있으며, 본존을 향하여 합장을 하는 형태를 취하고 있는데, 가섭의 얼굴은 흰색, 아난의 얼굴은 갈색으로 채색되고, 합장한 수인은 가섭은 손끝을 맞대고 있으나, 아난은 엄지손가락만을 맞대고 있는 모습이다.
아난과 가섭존자 아래에는 반원(半圓)의 형태로 경계를 삼아 사자를 타고 있는 문수동자와 코끼리를 타고 있는 보현동자가 자리하고 있다. 동자들은 원형의 두광을 갖추고, 총각머리를 한 귀여운 모습에 천의(天衣) 옷자락을 흩날리며, 보현동자는 왼손에, 문수동자는 오른손에 각기 연꽃을 들고 시선을 가운데로 하는 모습으로 그려지고 있다.
채색에 있어서는 적색ㆍ녹색ㆍ청색이 주조를 이루고 있는데, 특히 청색의 활용이 두드러져 19세기 중반 이후의 경향을 반영하고 있다.
도상적으로는 흥천사괘불탱과 백련사괘불탱의 형식을 계승하면서도 삼신불이 단독의 여래상으로 그려지면서 신체가 크게 묘사되는 등 형식화되는 경향을 살필 수 있으나, 도상학적으로 흔히 볼 수 없는 형태로서 괘불의 형식 변천을 연구하는 데 중요한 자료로 보인다.

## 참고 자료
- 지장사 괘불도 - 국가유산청 국가유산포털

 본 문서에는 서울특별시에서 지식공유 프로젝트를 통해 퍼블릭 도메인으로 공개한 저작물을 기초로 작성된 내용이 포함되어 있습니다.